# Labullinyphia tersa
Espèce
Synonymes
- Linyphia tersa Simon, 1894

Labullinyphia tersa est une espèce d'araignées aranéomorphes de la famille des Linyphiidae.

## Distribution
Cette espèce est endémique du Sri Lanka.

## Description
Le mâle décrit par Benjamin et Hormiga en 2009 mesure 2,48 mm et la femelle 2,54 mm.

## Publication originale
- Simon, 1894 : Histoire naturelle des araignées. Paris, vol. 1, p. 489-760 (texte intégral).